# خربة الراعي
خربة الراعي (طور الراعي سابقًا)،  موقع أثري في منطقة شفله في فلسطين. تقع على بعد 4 كم غرب لخيش. 
كشفت الحفريات الأثرية في خربة الراعي التي أجريت خلال العقد الماضي عن آثار من القرنين الثاني عشر والعاشر ق.م.  وفقًا لمنقبي الموقع، كان الموقع في الأساس موقعًا كنعانيًا، ولكن مع تأثير فلستي قوي. 

## الموقع
تقع خربة الراعي على تل على الضفة الجنوبية لوادي صقرير، يطل التل على السهل الساحلي في الغرب، وجبل الخليل والقدس في الشرق، وتل الجديدة ومريشا في الشمال. تسيطر خربة الراعي على الطريق الرئيسي الذي يربط السهل الساحلي بشفله ويهودا.
وبحسب الآثاريين فإن هذه المميزات تجعل الموقع مناسباً ليكون بمثابة موقع متقدم للمستقرات في منطقة لخيش.

## الاكتشاف والحفريات
سُجل الموقع على خرائط مسح جغرافيا فلسطين التابعة لمؤسسة صندوق استكشاف فلسطين باسم طور الهري، والذي يعني "جبل المخزن"، وهو جرف تشكل على ما يبدو نتيجة لانهيار أرضي، وفقًا لإدوارد بالمر، 1881م.  وقد لاحظه يهودا داغان في عام 1992م، وتم التنقيب فيه لأول مرة في تشرين الأول/أكتوبر 2015م ونيسان/أبريل 2016م لصالح معهد الآثار في الجامعة العبرية في القدس وهيئة الآثار الإسرائيلية وتحت إشراف يوسف جارفينكل وسار جانور. تم فتح منطقتي حفر (A، B) حيث أمكن رؤية بقايا أبنية. وكشفت الحفريات عن أطلال مبنى ضخم يعود تاريخه إلى العصر الحديدي الأول والثاني وأسوار من العصر العثماني. وكانت فترات أخرى ممثلة بقطع فخار من العصور البرونزي الأوسط، والفارسي، والهلنستي، والبيزنطي، والفترة الإسلامية المبكرة. 

## النتائج الأثرية
كانت خربة الراعي على الأرجح الموقع الرئيسي في المنطقة بعد سقوط مدينة لخيش الكنعانية في أواخر القرن 12 وأوائل القرن11 ق.م. وخلال القرن العاشر ق.م، كانت خربة الراعي قرية صغيرة، ولكن يبدو أنها كانت تضم أكبر مجموعة فخارية في المنطقة بعد خربة قيافا. 

### نقش كنعاني-أولي
في عام 2021م، أعلن عالما الآثار جارفينكل Garfinkel وجانور Ganor عن اكتشاف نقش كنعاني-أولي يعود تاريخه إلى القرن12 ق.م في خربة الراعي، وهي فترة زمنية يراها الكثيرون بمثابة الإطار التاريخي لسفر القضاة التوراتي. وقد قرأ النقش الموجود على جرة عالم النقوش البروفيسور رولستون Christopher Rollston على أنه يحمل اسم يربعل، وهو اسم يظهر مرة واحدة فقط في التناخ كاسم آخر للقاضي جدعون. وفقًا للآثارين، قد يشير هذا النقش إلى يربعل آخر وليس جدعون في التقليد التوراتي، ولكن وجود الاسم في موقع أثري يعود تاريخه إلى فترة تم تحديدها بفترة القضاة المفترضة، تُظهر أنه على الرغم من أن التناخ جرى تجميعه في فترة لاحقة كثيرًا، فقد حفاظ على بعض الذكريات التاريخية وتناقلها الأجيال.  
ويقول مسجاف Haggai Misgav إنه بما أن النقش جزئي، فإنه ليس متأكداً من أن "يربعل" هي القراءة الوحيدة الممكنة. من الممكن أن يكون الحرف الأول في الواقع حرف الزاين وليس حرف اليود. وربما كان هناك حرف عين قبل ذلك، لذا فإن النقش قد يشير أيضًا إلى اسم "عزربعل". 

## التحديد بصِقلَج
اقترح عدد من العلماء أن خربة الراعي هي موقع صِقلَج التوراتية. بينما يجادل علماء آخرون، مثل إسرائيل فينكلشتاين وماير Aren Maeir، ضد هذا التحديد، على أساس الجغرافيا التوراتية والافتقار إلى الاستمرارية في الأسماء.